# Giovanni II Partecipazio
Giovanni Partecipazio (IX secolo – 887) fu, secondo la tradizione, il 15º doge della Repubblica di Venezia.

## Biografia
Era figlio e co-reggente del predecessore Orso I Participazio e divenne automaticamente doge alla morte di quest'ultimo.
Nominò molti suoi figli e fratelli come co-reggenti per stabilire una successione dinastica, ma morirono tutti prima di lui. Ebbe fama di nepotista, e di aver curato gli affari propri più che quelli della collettività.
Cercò di ottenere per il fratello Badoario il governo di Comacchio, e per questo lo spedì dal Papa. Marino Conte di Comacchio lo catturò e lo rimandò a Venezia, ma Badoario morì; allora Giovanni II Partecipazio conquistò e devastò Comacchio, ma non poté tenerla perché Comacchio era possedimento papale.
Associò al dogado il fratello Pietro, che però morì, quindi il fratello Orso, che non volle però accettare la dignità dogale quando Giovanni si ammalò gravemente. L'Assemblea dei Venetici elesse allora un nuovo doge (887) e Giovanni II Partecipazio si ritirò a vita privata.
Giovanni II Partecipazio fu rieletto doge alla morte del successore, ma dovette definitivamente abdicare dopo pochi mesi sempre a motivo della sua malferma salute. Non si sa dove fu sepolto.
| Controllo di autorità | VIAF (EN) 316739240 · GND (DE) 1023052776 |